# Bernard Arens
Bernard Arens SJ (ur. 24 lipca 1873 w Hosingen, Luksemburg, zm. 1 lutego 1954 w Kolonii) – misjolog, jezuita, w latach 1912–1916 i 1925–1933 redaktor naczelny pisma Die katholische Missionen, autor podręcznika misjologicznego pt. Handbuch der katholischen Missionen (1920, 1925) i Katholische Missionsvereine (1922).